# Juan Carlos Loustau
Juan Carlos Loustau (Temperley, 1947. július 13. –) argentin nemzetközi labdarúgó-játékvezető. Egyéb foglalkozása: üzletember.

## Pályafutása

### Nemzeti játékvezetés
A küldési gyakorlat szerint rendszeres partbírói tevékenységet is végzett. 1981-ben lett az I. Liga játékvezetője. A nemzeti játékvezetéstől 1992-ben vonult vissza.

### Nemzetközi játékvezetés
Az Argentin labdarúgó-szövetség Játékvezető Bizottsága terjesztette fel nemzetközi játékvezetőnek, a Nemzetközi Labdarúgó-szövetség (FIFA) 1982-től tartotta nyilván bírói keretében. A FIFA JB központi nyelvei közül a spanyolt beszéli.  Több válogatott és nemzetközi klubmérkőzést vezetett, vagy működő társának partbíróként segített. Az argentin nemzetközi játékvezetők rangsorában, a világbajnokság sorrendjében többedmagával a 4. helyet foglalja el 3 találkozó szolgálatával. Az aktív nemzetközi játékvezetéstől 1993-ban vonult vissza.

#### Labdarúgó-világbajnokság

##### U20-as labdarúgó-világbajnokság
Chile rendezte a 6., az 1987-es ifjúsági labdarúgó-világbajnokságot, ahol a FIFA JB hivatalnokként foglalkoztatta.

###### 1987-es ifjúsági labdarúgó-világbajnokság
| Időpont           | Helyszín                                     | Mérkőzés típusa              | Mérkőzés                  | Eredmény | Nézők száma |
| ----------------- | -------------------------------------------- | ---------------------------- | ------------------------- | -------- | ----------- |
| 1987. október 10. | Nemzeti Stadion, Santiago de Chile           | csoportmérkőzés (A. csoport) | Chile–Jugoszlávia         | 2 – 4    | 67 000      |
| 1987. október 21. | Városi Stadion, Antofagasta                  | egyik negyeddöntő            | Nyugat-Németország–Skócia | 1 – 1    | 4000        |
| 1987. október 25. | Estadio Nacional de Chile, Santiago de Chile | döntő                        | Jugoszlávia–NSZK          | 1 – 1    | 65 000      |

---
A világbajnoki döntőhöz vezető úton Olaszországba a XIV., az 1990-es labdarúgó-világbajnokságra Amerikai Egyesült Államokba a XV., az 1994-es labdarúgó-világbajnokságra a FIFA JB bíróként alkalmazta. Előselejtezőket a CONMEBOL és a CONCACAF zónában vezetett. A FIFA JB elvárása szerint, ha nem vezetett, akkor partbíróként tevékenykedett. Egy csoportmérkőzésen 2. számú besorolást kapott. Világbajnokságon vezetett mérkőzéseinek száma: 3 + 1 (partbíró).

##### 1990-es labdarúgó-világbajnokság

###### Selejtező mérkőzés
| Időpont             | Helyszín                               | Mérkőzés típusa           | Mérkőzés                   | Eredmény | Nézők száma |
| ------------------- | -------------------------------------- | ------------------------- | -------------------------- | -------- | ----------- |
| 1989. szeptember 3. | Maracanã Stadion, Rio de Janeiro       | előselejtező (3. csoport) | Brazília–Chile             | 1 – 0    | 141 072     |
| 1989. november 19.  | Hasely Crawford Stadion, Port of Spain | döntő csoport             | Trinidad és Tobago–Amerika | 0 – 1    | 35 000      |

###### Világbajnoki mérkőzés
| Időpont          | Helyszín                              | Mérkőzés típusa              | Mérkőzés              | Eredmény | Nézők száma |
| ---------------- | ------------------------------------- | ---------------------------- | --------------------- | -------- | ----------- |
| 1990. június 11. | Luigi Ferraris Stadion, Genova        | csoportmérkőzés (C. csoport) | Costa Rica–Skócia     | 1 – 0    | 30 867      |
| 1990. június 21. | Marcantonio Bentegodi Stadion, Verona | csoportmérkőzés (E. csoport) | Belgium–Spanyolország | 1 – 2    | 35 950      |
| 1990. június 24. | Giuseppe Meazza Stadion, Milánó       | egyik nyolcaddöntő           | NSZK–Hollandia        | 2 – 1    | 74 559      |

##### 1994-es labdarúgó-világbajnokság

###### Selejtező mérkőzés
| Időpont          | Helyszín                                          | Mérkőzés típusa           | Mérkőzés         | Eredmény | Nézők száma |
| ---------------- | ------------------------------------------------- | ------------------------- | ---------------- | -------- | ----------- |
| 1993. július 18. | Monumental Isidro Romero Carbo Stadion, Guayaquil | előselejtező (2. csoport) | Ecuador–Brazília | 0 – 0    | 80 000      |

#### Copa América
Paraguay a 32., az 1983-as Copa América, Brazília a 34., az 1989-es Copa América valamint Argentína a 35., az 1991-es Copa América tornát rendezte, ahol a CONMEBOL JB bíróként foglalkoztatta.

##### 1983-as Copa América

###### Copa América mérkőzés
| Időpont           | Helyszín                            | Mérkőzés típusa | Mérkőzés          | Eredmény | Nézők száma |
| ----------------- | ----------------------------------- | --------------- | ----------------- | -------- | ----------- |
| 1983. október 20. | Parque do Sabiá Stadion, Uberlandia | egyik elődöntő  | Brazília–Paraguay | 0 – 0    | 75 000      |

##### 1989-es Copa América

###### Copa América mérkőzés
| Időpont          | Helyszín                         | Mérkőzés típusa              | Mérkőzés         | Eredmény | Nézők száma |
| ---------------- | -------------------------------- | ---------------------------- | ---------------- | -------- | ----------- |
| 1989. július 1.  | Fonte NovaStadion, Salvador      | csoportmérkőzés (A. csoport) | Paraguay–Peru    | 5 – 2    | 5000        |
| 1989. július 9.  | Arruda Stadion, Recife           | csoportmérkőzés (A. csoport) | Kolumbia–Peru    | 1 – 1    | 60 000      |
| 1989. július 12. | Maracanã Stadion, Rio de Janeiro | csoportdöntő                 | Uruguay–Paraguay | 3 – 0    | 100 135     |

##### 1991-es Copa América

###### Copa América mérkőzés
| Időpont          | Helyszín                            | Mérkőzés típusa              | Mérkőzés         | Eredmény | Nézők száma |
| ---------------- | ----------------------------------- | ---------------------------- | ---------------- | -------- | ----------- |
| 1991. július 11. | Sausalito Stadion, Viña del Mar     | csoportmérkőzés (B. csoport) | Brazília–Uruguay | 1 – 1    | 19 350      |
| 1991. július 15. | Sausalito Stadion, Viña del Mar     | csoportmérkőzés (B. csoport) | Uruguay–Kolumbia | 1 – 0    | 19 000      |
| 1991. július 21. | Estadio Nacional de Chile, Santiago | csoportdöntő                 | Brazília–Chile   | 2 – 0    | 45 000      |

#### Olimpiai játékok
Az 1988. évi nyári olimpiai játékok labdarúgó tornájának végső szakaszán a FIFA JB mérkőzésvezetőként foglalkoztatta.

##### 1988. évi nyári olimpiai játékok
| Időpont              | Helyszín                  | Mérkőzés típusa              | Mérkőzés                       | Eredmény | Nézők száma |
| -------------------- | ------------------------- | ---------------------------- | ------------------------------ | -------- | ----------- |
| 1988. szeptember 18. | Olimpiai Stadion, Gwangju | csoportmérkőzés (D. csoport) | Ausztrália–Jugoszlávia         | 1 – 0    | 12 000      |
| 1988. szeptember 30. | Olimpiai Stadion, Szöul   | bronzmérkőzés                | Olaszország–Nyugat-Németország | 0 – 3    | 61 000      |

#### Nemzetközi kupamérkőzések
Vezetett kupadöntők száma: 3.

##### Copa Libertadores
| Időpont           | Helyszín                                      | Mérkőzés típusa        | Mérkőzés                            | Eredmény | Nézők száma |
| ----------------- | --------------------------------------------- | ---------------------- | ----------------------------------- | -------- | ----------- |
| 1989. május 31.   | Nemesio Camacho Stadion, Bogotá               | döntő második mérkőzés | Atlético Nacional–Club Olimpia      | 2 – 0    | 50 000      |
| 1990. október 10. | Monumental Banco Pichincha Stadion, Guayaquil | döntő második mérkőzés | Barcelona SC Guayaquil–Club Olimpia | 1 – 1    | 70 000      |

##### Interkontinentális kupa
| Időpont            | Helyszín                | Mérkőzés típusa | Mérkőzés                  | Eredmény | Nézők száma |
| ------------------ | ----------------------- | --------------- | ------------------------- | -------- | ----------- |
| 1992. december 13. | Olimpiai Stadion, Tokió | döntő           | São Paulo FC–FC Barcelona | 2 – 1    | 60 000      |

## Szakmai sikerek
- A IFFHS (International Federation of Football History & Statistics) 1987-2011 évadokról tartott nemzetközi szavazásán 151, játékvezető besorolásával minden idők 15, legjobb bírójának rangsorolta.
- 1996-ban a nemzetközi játékvezetés hírnevének erősítése, hazájában 10 éve a legmagasabb Ligában (osztályban) folyamatosan tevékenykedő, eredményes pályafutása elismeréseként, a FIFA JB felterjesztésére az 1965-ben alapított International Referee Special Award címmel és oklevéllel tüntette ki.